# Rafi al-Daradzsat mogul sah
Rafi al-Daradzsat (1699. december 1. – 1719. június 13.) Rafi-us-San legifjabb fia és Azim us San unokaöccse, valamint a 10. mogul sah. Farukszijárt követte a trónon 1719. február 28-án, padisahnak a Szajjid fivérek kiáltották ki.

## Uralkodása

### A Szajjid fivérek szerepe
Mivel Rafi al-Daradzsat trónját a Szajjid fivéreknek köszönhette, azk ezt a helyzetet maximálisan ki is aknázták. Báb uralkodót szerettek volna belőle csinálni és ezért lépéseket tettek hatalma megkurtítására. Az előző uralkodót, Farukszijárt, éppen a Szajjid fivérek fosztották meg trónjától, mert meg akarta tartani függetlenségét. 

### Versenytárs a trónért
Rafi al-Daradzsat uralkodása zűrzavaros volt. 1719. május 18-án, kevesebb, mint 3 hónappal trónra lépése után, nagybátyja, Nekuszijár, a Vörös erődben magának követelte a trónt, mert úgy vélte, alkalmasabb az uralkodásra. 
A Szajjid fivérek rendkívül elszántan szálltak az általuk trónra emelt uralkodó védelmére és megbüntették az ellenlábast. Gyorsan győzedelmeskedtek. Mindössze három hónappal Nekuszijár trónra lépése után az erőd megadta magát és Nekuszijárt elfogták. Ul-Umara emír tiszteletteljesen fogadta és a Szalimgari erődbe záratta, ahol 1723-ban elhunyt.  

## Halála
Halála előtt Rafi al-Daradzsat azt kérte, hogy bátyja legyen az utóda. Ennek megfelelően 1719. június 6-án, miután 3 hónapot és 6 napot uralkodott, megfosztották trónjától. Két nappal később bátyját, Rafi ud-Daulát (II. Dzsahán), emelték trónra. Rafi al-Dardzsat 1719. június 6-án hunyt el Agrában, tüdőrákban, más elmélet szerint meggyilkolták. Maradványait a szúfi szent, Kavadzsa Kutbiddin Bakhtiar Kaki síremléke mellé földelték el, Mehrauliban, Delhiben. 

## Magánélete
Rafi us sah leifjabb fia volt és Aurangzeb dédunokája volt. Hamidullal kán herceg (Dzsahán sah és Dzsahanara Begam fia volt) lányát vette feleségül. Volt egy lánya, akit Rabina Begamnak hívtak és 1719-ben született és halála után a felesége nevelte.

## Fordítás
Ez a szócikk részben vagy egészben  a   Rafi ud-Darajat című angol Wikipédia-szócikk ezen változatának fordításán alapul.  Az eredeti cikk szerkesztőit annak laptörténete sorolja fel. Ez a jelzés csupán a megfogalmazás eredetét és a szerzői jogokat jelzi, nem szolgál a cikkben szereplő információk forrásmegjelöléseként.